# Hubert Robert
Hubert Robert, född 20 maj 1733 i Paris, död där 15 april 1808, var en fransk målare.
Robert studerade från 1754 i Rom, återkom till Paris 1765 och blev året därefter medlem av akademien. Han blev kallad "Robert des ruines", därför att hans specialitet var ruiner av romerska tempel, palats, akvedukter, som han målade i tidens smak, ungefär så som Piranesi tecknade liknande motiv, med blick för det effektfulla, pittoreska och pikanta. Många av hans ruintavlor infattades som väggprydnad i samtida interiörer. Han utförde motiv av samma art även från Syd-Frankrike (Nîmes, Arles med flera orter). Av särskilt intresse är hans i hög grad belysande och värdefulla bilder från det samtida Paris. Han var även verksam som trädgårdskonstnär, komponerade kinesiska och engelska trädgårdar med klippor, vattenfall, boskéer, tempel, eremithyddor och fick av kungen titeln "tecknare för de kungliga trädgårdarna". Bland hans alster på detta område märks ritningar och modeller till "bosquet des bains d'Apollon" i Versailles park (1778) och till byn ("le hameau") vid Lilla Trianon (1782–1786). Under revolutionen hölls Robert, som varit i kungaparets tjänst, fängslad i nio månader 1792–1793. Han är representerad i Louvren av 19 målningar, i Musée Carnavalet (Parisbilder), i Versailles, Schleissheim, Sankt Petersburg och på fler ställen.